# Flugplatz Saint-Yan

i7
i11
i13
Der Aéroport de Saint-Yan (IATA-Code: SYT, ICAO-Code: LFLN), heute auch als Aéroport du Charolais bezeichnet, ist ein französischer Flugplatz in der Region Bourgogne-Franche-Comté im Département Saône-et-Loire unmittelbar westlich von Saint-Yan und teilweise bereits auf dem Gebiet der Nachbargemeinde L’Hôpital-le-Mercier zirka 10 Kilometer südlich Digoins.
Auf dem Flugplatz befindet sich ein Campus der École nationale de l’aviation civile (französische Universität für Zivilluftfahrt).

## Heutige Nutzung
Er dient der Allgemeinen Luftfahrt inklusive einer Flugschule. Der Betreiber bemüht sich, weitere Luftfahrt-affine Unternehmen anzuwerben.